# Саут Брус (Онтарио)
Саут Брус (енгл. South Bruce) је општина у Канади у покрајини Онтарио. Према резултатима пописа 2011. у општини је живело 5.685 становника.

## Становништво
Према резултатима пописа становништва из 2011. у граду је живело 5.685 становника, што је за 4,3% мање у односу на попис из 2006. када је регистровано 5.939 житеља.
| 2006. | 2011. |
| ----- | ----- |
| 5.939 | 5.685 |